# Stefano Jurgens
Stefano Jurgens (Roma, 18 aprile 1953) è un paroliere, autore televisivo e personaggio televisivo italiano.
Ha collaborato alla realizzazione di molti programmi di successo, tra cui i Telegatti, Domenica in, Fantastico, Il barattolo, La Corrida, Il pranzo è servito, L'eredità, Tira & Molla, Ciao Darwin, Chi ha incastrato Peter Pan? e Avanti un altro!.

## Biografia
Figlio di Maurizio Jurgens, autore e regista, a 22 anni iniziò a lavorare come direttore della fotografia e di lì a poco iniziò a comporre i testi di alcuni brani per Gianni Morandi: tra cui Sei forte papà, che ha venduto nel mondo oltre 8 milioni di dischi. Nel 1977, Corrado gli chiede di collaborare con lui come autore: il primo frutto del lungo sodalizio (durato vent'anni) sarà la seconda edizione di Domenica in, che Corrado aveva ideato un anno prima. In seguito verranno altre celebri trasmissioni televisive, come La Corrida e Il pranzo è servito. Nel frattempo scrive anche la canzone Carletto, cantata da Corrado e dal figlio di Stefano, Simone Jurgens, che all'epoca aveva 3 anni. Successivamente diventerà autore di vari programmi per Paolo Bonolis, tra cui Tira & Molla e Il gatto e la volpe, ideati da Corrado, Ciao Darwin, Chi ha incastrato Peter Pan? e un'edizione recente di Domenica in.
Dal 2002, è autore dei testi della nuova edizione de La Corrida, condotta da Gerry Scotti. Torna in RAI nel 2003 partecipando a due edizioni di Domenica in, fino al 2005. Successivamente collabora nell'edizione de L'eredità (2005-2006), condotto da Amadeus. Con Amadeus lavora anche in Festa di classe. Nel settembre 2006 è tornato in Mediaset per scrivere i testi della nuova edizione di La Corrida. Nella stessa stagione si è occupato dell'edizione di Buona Domenica condotta da Paola Perego, rimanendovi fino alla definitiva chiusura nel 2008.
A gennaio 2009 è uscito il suo primo libro dal titolo Nel cognome del padre, a dicembre 2010 esce il suo secondo libro dal titolo Un Angelo in T-Shirt, edito dalle Edizioni Segno e nel 2012 è uscito il suo terzo libro, Champagne in paradiso, sempre Edizioni Segno. Nel 2011 Paolo Bonolis lo richiama nuovamente come autore in Avanti un altro!.

### Vita privata
Ha due figli. Simone, il maggiore, era il bambino che cantava Carletto con Corrado; la minore, Vanessa, sulle orme del padre, si occupa di scrittura televisiva per diversi programmi.
È cognato del musicista e compositore Bruno Zambrini.

## Programmi ideati o scritti
Di seguito sono elencati i programmi scritti da Jurgens e in grassetto i format da lui ideati:
- Gran Varietà – prima edizione antologica con Johnny Dorelli (luglio-ottobre 1977)
- Hit Parade – con Lelio Luttazzi
- Domenica in – (1976, 2003-2005)
- Il barattolo – con Fabrizio Frizzi (1980–1981)
- Gran Canal – con Corrado (1981)
- Fantastico – con Corrado, Raffaella Carrà, Gigi Sabani e Renato Zero (1982, 1987)
- Il pranzo è servito – con Corrado e Claudio Lippi (dal 1982 al 1993)
- Ciao gente! – con Corrado (1983–1984)
- La Corrida – con Corrado (dal 1986 al 1997)
- Premiatissima – con Johnny Dorelli (dal 1984 al 1986)
- Buona Domenica – (1985, 2007-2008)
- S. Vincent Estate – con Lino Banfi (1988)
- Finalmente venerdì – con Johnny Dorelli ed Heather Parisi (1989)
- Lascia o raddoppia? – con Lando Buzzanca e Bruno Gambarotta (1989)
- Stasera Lino – con Lino Banfi ed Heather Parisi (1989)
- Buon Compleanno Canale 5 – con Marco Columbro (1990)
- Uno, due, tre Rai – la Vela d'Oro (1992)
- G. B. Show – con Gino Bramieri
- Sì o no – con Claudio Lippi (1993–1994)
- La cena è servita – con Davide Mengacci (1993)
- Sereno Variabile – con Osvaldo Bevilacqua
- Vota la voce – di TV Sorrisi e Canzoni (4 Edizioni)
- Gran Premio Internazionale dello Spettacolo (I Telegatti) – di TV Sorrisi e Canzoni (5 Edizioni)
- Scene da un Matrimonio Show – con Davide Mengacci
- Regalo di Natale – con Paolo Bonolis (1994)
- Tira & Molla – con Paolo Bonolis e Luca Laurenti (1996–1998)
- Il Gatto e la Volpe – con Paolo Bonolis e Luca Laurenti (1997)
- Festa di Classe – con Amadeus (1999)
- Chi ha incastrato Peter Pan? – con Paolo Bonolis e Luca Laurenti (2000)
- Ciao Darwin – con Paolo Bonolis e Luca Laurenti (2000-2003)
- Italiani – con Paolo Bonolis e Luca Laurenti (2001)
- La Corrida – con Gerry Scotti (dal 2002 al 2005)
- L'eredità – con Amadeus (2005–2006)
- Avanti un altro! – con Paolo Bonolis e Luca Laurenti (2011–presente)

## Canzoni scritte per altri artisti
- Sei forte papà – Gianni Morandi (1976)
- Sei già qui – Gianni Morandi (1976)
- Amarti a metà – Gianni Morandi (1976)
- È già mattina – Gianni Morandi (1976)
- Avevamo stretto un patto – Gianni Morandi (1976)
- Giorni migliori – Gianni Morandi (1976)
- Per poter vivere – Gianni Morandi (1976)
- A casa torneremo insieme – Domenico Modugno (1977)
- Tutto il mondo è casa mia – Patty Pravo (1977)
- Dimmi se non è un'idea – Rita Pavone (1977)
- Il Leone – Corrado (1978) – Sigla del programma Domenica in
- Alle Hawaii – Raoul Casadei (1978)
- E viene sabato e poi domenica – Raoul Casadei (1978)
- Un pazzo come me – Gianni Morandi (1978)
- Charlie è una lenza – Corrado (1979) – Sigla del programma Domenica in
- La Panzanella – Nino Manfredi (1979)
- Capito?! – I Gatti di Vicolo Miracoli (1979)
- Meno male che esiste la sera – Gianni Morandi (1979)
- Abbracciamoci – Gianni Morandi (1979)
- Siamo lontani – Gianni Morandi (1979)
- Come l'aria – Gianni Morandi (1979)
- Nell'amore come nel dolore – Gianni Morandi (1979)
- Laser Vivente – Dik Dik (1980)
- Resta – Bruno Martino (1980)
- La canzone di Charlotte/A cavallo con Tex – I Papaveri Blu (1980)
- I'm a rebel – Leif Garrett (1980) – Sigla finale del programma Il barattolo
- Belle et Sebastien – Fabiana (1980)
- Cantando – Aldo Donati (1981)
- Beng! – Patrizia Pellegrino (1981)
- Chewing-gum – Franco Fasano (1981)
- Mi piace tanto la gente – Mina (1982)
- Carletto – Corrado (1982)
- Sei contento papà – Corrado (1983)
- Ma in fondo l'Africa non è lontana – Ro.Bo.T. (Little Tony, Bobby Solo, Rosanna Fratello) (1986)
- Amori infiniti – Laura Pausini (1994)
- Una vecchia canzone italiana - Squadra Italia (1994)
- Dal fango a un cielo blu – Manuela Villa (1994)
- La mia donna – Wess (1994)
- Possiamo realizzare i nostri sogni – Lighea (1994)
- Il posto dell'amore – Wilma Goich (1994)
- Eo Eo – Luca Laurenti (1996)
- Al In Giù – Le sellerette (1996)
- Siamo note – Le sellerette (1996)
- A testa in giù – Le sellerette (1997)

## Riconoscimenti
- 1997 – Telegatto categoria Miglior trasmissione di giochi e quiz TV con Tira & Molla
- 1998 – Telegatto categoria Miglior trasmissione di giochi e quiz TV con Tira & Molla
- 1998 – Telegatto categoria Miglior trasmissione dell'anno con La Corrida.